# Josef Krötzl
Josef Krötzl (* 23. April 1853 in Niederschwaig bei Lambach, Oberösterreich; † 21. März 1931 in Hagenberg, Gemeinde Edt bei Lambach, Oberösterreich) war ein österreichischer Politiker der Großdeutschen Volkspartei (GdP).

## Ausbildung und Beruf
Nach dem Besuch der Volksschule wurde er Bauer und Sägewerksbesitzer.

## Politische Funktionen
- 1918–1919: Mitglied der Provisorischen Landesversammlung von Oberösterreich

## Politische Mandate
- 4. März 1919 bis 9. November 1920: Mitglied der Konstituierenden Nationalversammlung, GdP